# Richard Franklin (réalisateur)
Pour les articles homonymes, voir Richard Franklin et Franklin.
Richard Franklin est un réalisateur et producteur australien né le 15 juillet 1948 à Melbourne (Australie) où il est mort le 11 juillet 2007.

## Biographie

### Jeunesse et formation
Né en 1948, Richard Franklin grandit à Brighton, Melbourne, fils de Margaret Anne et Rea Richard Franklin, dirigeant d'une entreprise d’ingénierie. Après le Haileybury College, il commence des études en arts à l’Université Monash mais les abandonne pour se consacrer à la télévision et au cinéma.  
En 1967, il rejoint la USC School of Cinematic Arts à Los Angeles, où il côtoie George Lucas, Robert Zemeckis et John Carpenter. Admirateur d’Alfred Hitchcock depuis qu’il a vu Psycho à l’âge de 12 ans, il organise une projection de Rope à l’USC, ce qui lui vaut d’être invité par Hitchcock sur le tournage de Topaz.

### Carrière
De retour en Australie en 1969, Franklin travaille comme assistant-réalisateur sur la série télévisée Homicide et réalise plusieurs courts-métrages et documentaires.  
Il signe son premier long métrage, la comédie érotique The True Story of Eskimo Nell (1975), suivi de Fantasm (1976).  
En 1978, il obtient une reconnaissance internationale avec le thriller d’horreur Patrick, lauréat du Grand Prix au festival d’Avoriaz et primé au festival de Sitges.  
En 1981, il réalise Roadgames, alors le film australien le plus coûteux jamais produit.  
Installé ensuite à Hollywood, Franklin met en scène Psychose 2 (Psycho II, 1983), Cloak & Dagger (1984), ainsi que Link (1986) et F/X 2 (1991).  
De retour en Australie, il adapte plusieurs pièces de théâtre au cinéma, dont Hotel Sorrento (1995), qui remporte un AFI Award pour le meilleur scénario adapté, et Brilliant Lies (1996). Il tourne également une adaptation télévisée du Monde perdu d'Arthur Conan Doyle. Son dernier long métrage est Visitors (2003).

### Enseignement et reconnaissance
Franklin enseigne à la Swinburne School of Film and Television et entreprend un doctorat peu avant sa mort, survenue le 11 juillet 2007 des suites d’un cancer de la prostate.  
Admiré par des réalisateurs comme Quentin Tarantino, il est considéré comme un artisan précis du cinéma de genre australien, capable de mêler tension, suspense et humour.

## Filmographie

### Réalisateur
- 1972 : Belinda
- 1973 : Loveland
- 1975 : The True Story of Eskimo Nell
- 1976 : Fantasm
- 1978 : Patrick
- 1978 : Coma
- 1981 : Déviation mortelle (Roadgames)
- 1983 : Psychose 2 (Psycho II)
- 1984 : Jouer c'est tuer (Cloak & Dagger)
- 1986 : Link
- 1991 : F/X2, effets très spéciaux (F/X2)
- 1994 : Un agent très spécial (Running Delilah) (TV)
- 1995 : Hotel Sorrento
- 1996 : Brilliant Lies
- 1997 : One Way Ticket (TV)
- 1999 : Le Monde perdu de Sir Arthur Conan Doyle : La Découverte (The Lost World) (TV)
- 2003 : Visitors

### Producteur
- 1975 : The True Story of Eskimo Nell
- 1978 : Patrick
- 1980 : Le Lagon bleu (The Blue Lagoon)
- 1981 : Déviation mortelle (Roadgames)
- 1986 : Link
- 1995 : Hotel Sorrento
- 1996 : Brilliant Lies

## Distinctions

### Récompenses
- Grand prix au Festival international du film fantastique d'Avoriaz 1979 pour le film Patrick.